# Gary Valenciano
Gary Valenciano, né le 6 août 1964 à Manille, est un chanteur philippin.